# Enrico Beaufort
Enrico Beaufort (Beaufort, 1374 circa – Winchester, 11 aprile 1447) è stato un cardinale e vescovo cattolico inglese.

## Biografia
Nacque in Francia, nel castello di Beaufort, secondo dei quattro figli di Giovanni Plantageneto, I duca di Lancaster, e della sua amante, Catherine de Roet. Era nipote del re Edoardo III d'Inghilterra e cugino del re Riccardo II.
Studiò all'università di Oxford e ad Aquisgrana. Non si hanno informazioni sulla sua consacrazione sacerdotale. Fu prebendario nella cattedrale di Sutton (1391) e decano di Wells (1397).
Il 1º giugno 1398 fu nominato vescovo di Lincoln; ricevette la ordinazione episcopale il 14 luglio 1398. Rettore dell'Università di Oxford nel 1399, fu nominato cancelliere d'Inghilterra nel 1403 dal suo fratellastro, che era salito al trono come Enrico IV; ricoprì la carica fino al 1404.
Il 19 novembre 1404 fu trasferito alla sede episcopale di Winchester. In seguito occupò diversi incarichi importanti alla corte inglese: legato di papa Gregorio XII in Inghilterra e in Irlanda (27 agosto 1409); ambasciatore del re d'Inghilterra in Francia; di nuovo cancelliere del regno tra il 1413 ed il 1417; membro dell'ambasciata inglese che negoziò la pace con la Francia nel 1414. Partecipò al concilio di Costanza e sostenne l'elezione di papa Martino V nel conclave del 1417. Nel 1424 fu nominato per la terza volta cancelliere del regno inglese.
Fu creato cardinale presbitero da papa Martino V nel concistoro del 24 maggio 1426. Tre giorni dopo ricevette il titolo cardinalizio di Sant'Eusebio, mantenendo comunque la sua sede di Winchester fino alla morte.
Nel 1427 fu nominato da papa Martino V legato a latere in Germania, Ungheria e Boemia per contrastare l'eresia hussita. Fece parte del tribunale ecclesiastico che condannò Giovanna d'Arco al rogo.
Fu nominato infine protopresbitero nel marzo 1444.
È morto nel palazzo di Wolvesey a Winchester l'11 aprile 1447 ed è stato sepolto nella locale cattedrale.

## Ascendenza
|                                            |   |                        | Genitori               |  |  | Nonni |  |  | Bisnonni                 |  |  | Trisnonni               |  |
|                                            |   |                        |                        |  |  |       |  |  | Edoardo II d'Inghilterra |  |  | Edoardo I d'Inghilterra |  |
|                                            |   |                        |                        |  |  |       |  |  | Edoardo II d'Inghilterra |  |  | Edoardo I d'Inghilterra |  |
|                                            |   | Eleonora di Castiglia  |                        |  |  |       |  |  | Edoardo II d'Inghilterra |  |  |                         |  |
| Edoardo III d'Inghilterra                  |   |                        |                        |  |  |       |  |  | Edoardo II d'Inghilterra |  |  |                         |  |
|                                            |   | Isabella di Francia    | Filippo IV di Francia  |  |  |       |  |  |                          |  |  |                         |  |
|                                            |   | Isabella di Francia    | Filippo IV di Francia  |  |  |       |  |  |                          |  |  |                         |  |
|                                            |   | Isabella di Francia    | Giovanna I di Navarra  |  |  |       |  |  |                          |  |  |                         |  |
| Giovanni Plantageneto, I duca di Lancaster |   | Isabella di Francia    |                        |  |  |       |  |  |                          |  |  |                         |  |
|                                            |   | Guglielmo I di Hainaut | Giovanni I di Hainaut  |  |  |       |  |  |                          |  |  |                         |  |
|                                            |   | Guglielmo I di Hainaut | Giovanni I di Hainaut  |  |  |       |  |  |                          |  |  |                         |  |
|                                            |   | Guglielmo I di Hainaut | Filippa di Lussemburgo |  |  |       |  |  |                          |  |  |                         |  |
| Filippa di Hainaut                         |   | Guglielmo I di Hainaut |                        |  |  |       |  |  |                          |  |  |                         |  |
|                                            |   | Giovanna di Valois     | Carlo di Valois        |  |  |       |  |  |                          |  |  |                         |  |
|                                            |   | Giovanna di Valois     | Carlo di Valois        |  |  |       |  |  |                          |  |  |                         |  |
|                                            |   | Giovanna di Valois     | Margherita d'Angiò     |  |  |       |  |  |                          |  |  |                         |  |
| Enrico Beaufort                            |   | Giovanna di Valois     |                        |  |  |       |  |  |                          |  |  |                         |  |
|                                            | … | …                      |                        |  |  |       |  |  |                          |  |  |                         |  |
|                                            | … | …                      |                        |  |  |       |  |  |                          |  |  |                         |  |
|                                            | … | …                      |                        |  |  |       |  |  |                          |  |  |                         |  |
| Payne De Roet                              | … |                        |                        |  |  |       |  |  |                          |  |  |                         |  |
|                                            |   | …                      | …                      |  |  |       |  |  |                          |  |  |                         |  |
|                                            |   | …                      | …                      |  |  |       |  |  |                          |  |  |                         |  |
|                                            |   | …                      | …                      |  |  |       |  |  |                          |  |  |                         |  |
| Katherine Swynford                         |   | …                      |                        |  |  |       |  |  |                          |  |  |                         |  |
|                                            |   | …                      | …                      |  |  |       |  |  |                          |  |  |                         |  |
|                                            |   | …                      | …                      |  |  |       |  |  |                          |  |  |                         |  |
|                                            |   | …                      | …                      |  |  |       |  |  |                          |  |  |                         |  |
| …                                          |   | …                      |                        |  |  |       |  |  |                          |  |  |                         |  |
|                                            |   | …                      | …                      |  |  |       |  |  |                          |  |  |                         |  |
|                                            |   | …                      | …                      |  |  |       |  |  |                          |  |  |                         |  |
|                                            |   | …                      | …                      |  |  |       |  |  |                          |  |  |                         |  |
|                                            |   | …                      |                        |  |  |       |  |  |                          |  |  |                         |  |

## Genealogia episcopale e successione apostolica
La genealogia episcopale è:
- Cardinale Vital du Four
- Arcivescovo John de Stratford
- Vescovo William Edington
- Arcivescovo Simon Sudbury
- Vescovo Thomas Brantingham
- Vescovo Robert Braybrooke
- Arcivescovo Roger Walden
- Cardinale Henry Beaufort

La successione apostolica è:
- Vescovo Roger Whelpdale (1420)
- Vescovo Thomas Spofford, O.S.B. (1422)
- Arcivescovo John Stafford (1425)
- Vescovo Simon Sydenham (1431)
- Vescovo John Low (1433)
- Cardinale Thomas Bourchier (1435)
- Vescovo Robert Gilbert (1436)
- Vescovo William Ascough (1438)